# 문성훈
문성훈(文誠薰, 1980년 10월 15일 ~ )은 대한민국의 래퍼이며, 보이 그룹 NRG의 멤버이다. 

## 생애
중앙대학교사범대학부속초등학교, 방배중학교, 인헌고등학교, 한광고등학교 졸업을 거쳐 성균관대학교에서 학사 학위를 취득했으며, 3남 중 둘째이다. 당시부터 단짝친구였던 노유민과 함께 소방차의 김태형과 정원관에 의해 발탁되었으며 NRG의 전신이었던 하모하모의 백댄서를 거쳐, 1997년 NRG의 멤버로 데뷔하였으며 메인 래퍼를 맡았다. 남들과 잘 어울리나 혼자 있는 것도 좋아하는 성격이라고 한다. 취미는 전자오락이었으며, 별명은 문사장이었다.
2001년 2월, 간경화 투병 중인 아버지를 위해 자신의 간 60%를 기증하여 세간의 큰 화제를 모았으며 이후 SBS 자기야에서 당시 이야기를 전하여 화제를 모았다.
2005년 10월 재정상으로 인해 가수를 중단하여 팬들의 크나큰 아쉬움을 샀으며 이후 tvN 현장 토크쇼 택시에서 팀을 떠난 이유를 밝혔다.
이후 디자이너로 전향하여 인생을 갖췄다. 활동 시절엔 "활동 당시에는 어려서 열정이 부족했던 것 같다"며 "아직 꿈을 버리지 않았으니까 기회가 있을 때 방송에서 뵙는 날이 올 것이라고 생각한다."고 전했다.
2011년 4월, 4살 연하의 동업자 변숙영과 결혼하였으며 1년 뒤 득남하였다. 그러나 이후 2년만에 합의하여 이혼했다고 알려졌다.

## 수상
- 2003년 MBC 10대 가수상
- 2003년 SBS 가요대전 본상
- 2003년 코리안 뮤직 어워드(KMA) 올해의 가수상
- 2003년 제18회 골든디스크 본상